# Pseudopyxis depressa
Espèce
Pseudopyxis depressa est une espèce de plante herbacée vivace de la famille des Rubiaceae.

## Appellation
Elle s'appelle «Inamori-sô», qui signifie « herbe d'Inamori », car elle a été découverte pour la première fois au mont Inamori dans la préfecture de Mie.

## Description

### Appareil végétatif
Pseudopyxis depressa est une plante herbacée vivace qui mesure entre 5 et 10 cm de haut. Les feuilles, insérées sur la tige en nombre de 4 à 6 et couvertes d'un duvet qui a l'air souple, mesure entre 3 et 6 cm de long.

### Appareil reproducteur
Les fleurs, de 2,5 cm de diamètre, sont pourpre pâle et ont 5 pétales.

## Habitat et distribution
Pseudopyxis depressa se trouve en petit nombre à l'état sauvage un peu partout au mont Takao dans les régions montagneuses ombragées et humide, sur les berges et au bord des chemins le long des ravins.